# Francesco Valentini
Francesco Valentini (* 27. September 1789 in Rom; † 15. März 1862 in Berlin) war ein italienischer Sprachlehrer, Italianist und Lexikograf, der in Deutschland wirkte.
Valentini war promoviert und königlich preußischer Professor der italienischen Sprache und Literatur in Berlin (1836). Er veröffentlichte von 1831 bis 1836 im Leipziger Johann Ambrosius Barth Verlag ein bedeutendes Italienisch-Deutsches Wörterbuch in vier Bänden.

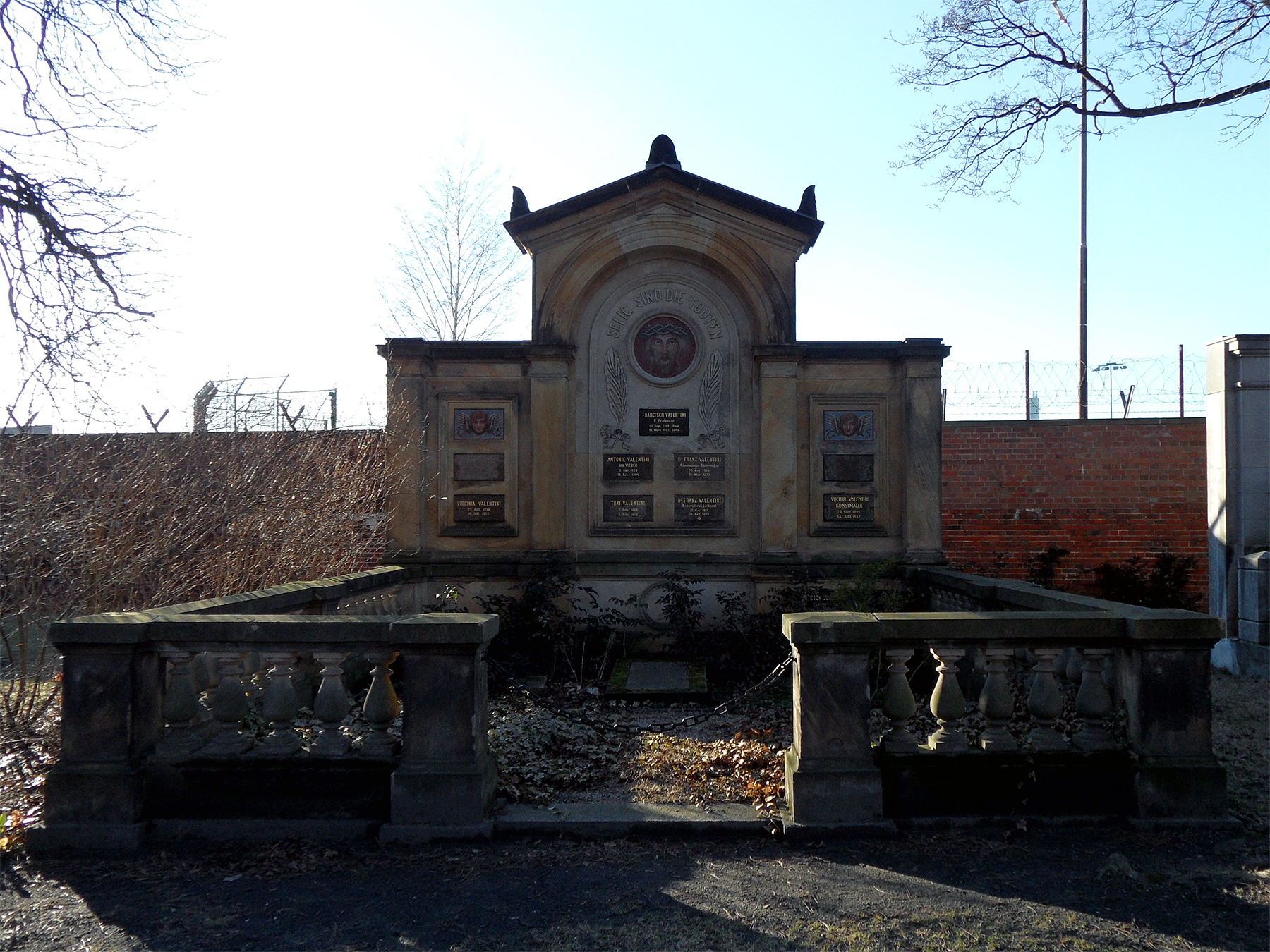
Grabmal Valentini, Friedhof Columbiadamm

## Schriften
- Vollständiges deutsch-italienisches und italienisch-deutsches Taschenwörterbuch, Berlin 1821, später Leipzig bis 1906
- Abhandlung in Gesprächen und Briefen über die Ehre und das Duell, Berlin 1822 
  - Gespräche und Briefe über die Ehre und das Duell, Berlin 1829
- Abhandlung über die Comödie aus dem Stegreif und die italienischen Masken nebst einigen Scenen des römischen Carnevals, Berlin 1826 (36 Seiten, von Goethe 1829 an Marianne von Willemer geschickt, siehe Goethes Sämtliche Werke, hrsg. von Curt Noch, Bd. 42, S. 203)
- Vollständiges deutsch-italienisches und italienisch-deutsches grammatisch-praktisches Wörterbuch. Gran dizionario grammatico-pratico  tedesco-italiano, italiano-tedesco, 4 Bde. Leipzig 1831–1836 (104+1392 Seiten; 100+1414+74 Seiten)